# Канума
Канума (яп. 鹿沼市 Канума-си) — город в Японии, находящийся в префектуре Тотиги. Площадь города составляет 490,62 км², население — 100 044 человека (1 июля 2014), плотность населения — 203,91 чел./км².

## Географическое положение
Город расположен на острове Хонсю в префектуре Тотиги региона Канто. С ним граничат города Уцуномия, Тотиги, Сано, Никко, Мидори и посёлок Мибу.

## Население
Население города составляет 100 044 человека (1 июля 2014), а плотность — 203,91 чел./км². Изменение численности населения с 1980 по 2005 годы:
| 1980 | 95 999 чел.  |  |
| 1985 | 98 820 чел.  |  |
| 1990 | 101 098 чел. |  |
| 1995 | 104 019 чел. |  |
| 2000 | 104 764 чел. |  |
| 2005 | 104 148 чел. |  |

## Символика
Деревом города считается криптомерия, цветком — Rhododendron indicum.